# Uniao Flamengo Santos Football Club
Uniao Flamengo Santos é um clube de futebol de Gaborone, Botsuana. Eles jogam suas partidas em casa no UB Stadium em Gaborone.
O clube tem o nome de dois clubes brasileiros: Flamengo e Santos. Suas cores, no entanto, são o azul e o branco, e seu uniforme é semelhante ao da argentina.

## História
O Uniao Flamengo Santos foi promovido à liga de nível superior do Botswana, que é a Mascom Premier League, durante a temporada 2005-06, quando o clube terminou na primeira posição da Primeira Divisão Sul. Em 2006-07, o clube terminou na décima primeira posição da Mascom Premier League. O Uniao Flamengo Santos terminou na terceira posição da Mascom Premier League na temporada 2007-08.